# Vlag van Zuid-Tirol

Vlag van Zuid-Tirol

De vlag van Zuid-Tirol bestaat uit twee even hoge horizontale banen in de kleuren wit (boven) en rood, met in het midden het wapen van deze Italiaanse provincie.
Het wapen toont de Tiroler adelaar. Deze adelaar is (ietwat anders gemodelleerd) ook het symbool van de Oostenrijkse deelstaat Tirol, waartoe Zuid-Tirol tot 1919 behoorde, en staat dan ook in de vlag van Tirol.